# 217 TCN
217 TCN là một năm trong lịch La Mã.